# Estimate of the Situation

Estimate of the Situation (en français « évaluation de la situation ») est le nom d'un rapport du projet Sign, projet scientifique d'étude des ovnis créé par l'US Air Force. Il existe une version officielle publiée par le Pentagone, le 10 décembre 1948 et un rapport secret antérieur, non officiel, rédigé en 1948 par le personnel du projet Sign et rendu public en 1956. Dans le rapport secret, les scientifiques de Sign expliquent en quoi l'hypothèse extraterrestre est, selon eux, la plus plausible pour expliquer la nature des ovnis les plus mystérieux, avant que le document ne soit rejeté et détruit en 1960. Le rapport secret des dissidents de Sign reflète les premières divisions au sein de l'administration américaine sur l'attitude à adopter face au phénomène alors que l'ufologie prenait tout juste son essor. Il est également parfois utilisé dans le cadre de théories du complot parmi les promoteurs de l'hypothèse extraterrestre. Le rapport officiel du Pentagone indique que les ovnis étaient soit non réels, soit issus d'une technologie inconnue en provenance de l'URSS. 

## Histoire
Selon l'historien David Michael Jacobs, c'est le témoignage de deux pilotes de lignes expérimentés, Clarence Chiles et John Whitted, relatant leur vision au-dessus de l'Alabama le 24 juillet 1948 d'un engin inconnu de grande taille, muni de hublots, plus rapide, selon eux, que n'importe quel avion de l'époque (1948) qui fit changer l'opinion des experts de Sign (auparavant très sceptiques) et qui rédigèrent le rapport Estimate of the Situation favorable à l'origine extraterrestre de ces engins.
Les membres du projet, confrontés à plusieurs dizaines d'observations aériennes qu'ils ne pouvaient expliquer, pensèrent qu'une partie des ovnis étaient vraisemblablement d'origine extraterrestre. Le Dr Michael D. Swords (en) ajouta que : « ces objets se comportaient comme des objets technologiques, mais cette technologie n'était pas la nôtre ».
Lorsque le capitaine Edward J. Ruppelt, ancien directeur du projet Livre Bleu, rendit public l'Estimation de la situation en 1956, il écrivit : « Dans les services de renseignements, si vous avez quelque chose à dire sur un problème important, vous écrivez un rapport, une « estimation de la situation ». Quelques jours après l'observation du DC63 (le rapport de Chiles et Whitted), le personnel de Sign décida qu'il était temps de faire une estimation de la situation. Et cette estimation était que les ovnis sont d'origine extra-terrestre (...) Quant l'estimation a été complétée, dactylographiée et approuvée, elle a commencé à monter les échelons de la hiérarchie militaire. Elle a généré beaucoup de commentaires mais personne ne l'a rejetée. »
Le général Hoyt S. Vandenberg rejeta ce rapport en raison du manque de preuves. Le personnel est entièrement congédié et le projet change de nom pour devenir le projet Grudge.
Le rapport « Estimate of the situation » fut détruit. Mais, selon certaines sources, un exemplaire aurait été sauvegardé et se trouverait peut-être aux Archives nationales de Washington. Quelques mois plus tard, il est déconfidentialisé.
Le Pentagone a publié, le 10 décembre 1948, son propre Estimate of the situation, rapport 100-203-72, Analysis of Flying Object Incidents in the U.S. (USAF AID & USN ONI, 1948), également classé top secret, mais contrant les conclusions du précédent estimate du projet SIGN, en indiquant que les ovnis étaient soit non réels, soit issus d'une technologie inconnue en provenance de l'URSS.